# 安西かれん
もしかして
- 安斉かれん

ではありませんか？